# Knösö
Knösö este o arie protejată (arie specială de conservare — SAC, sit de importanță comunitară — SCI) din Suedia întinsă pe o suprafață de 67 ha, integral pe uscat.

## Localizare
Centrul sitului Knösö este situat la coordonatele 56°09′54″N 15°39′59″E / 56.1649°N 15.6665°E.

## Înființare
Situl Knösö a fost declarat sit de importanță comunitară în ianuarie 1998 pentru a proteja 1 specie de animale. Situl a fost protejat și ca arie specială de conservare în martie 2011.

## Biodiversitate
Situată în ecoregiunile continentală și marină baltică, aria protejată conține 7 habitate naturale: Golfuri mici largi și golfuri puțin adânci, Pajiști fino-scandinave uscate până la mezice, bogate în specii de altitudine mică, Faleze cu vegetație de pe coastele atlantice și baltice, Pășuni din zone de pădure fino-scandinave, Roci stâncoase cu vegetație pionieră de Sedo-Scleranthion sau Sedo albi-Veronicion dillenii, Pășuni de coastă din Baltica boreală, Păduri de fag Asperulo-Fagetum.
La baza desemnării sitului se află o specie protejată de  nevertebrate: rădașcă (Lucanus cervus).